# Vita sten

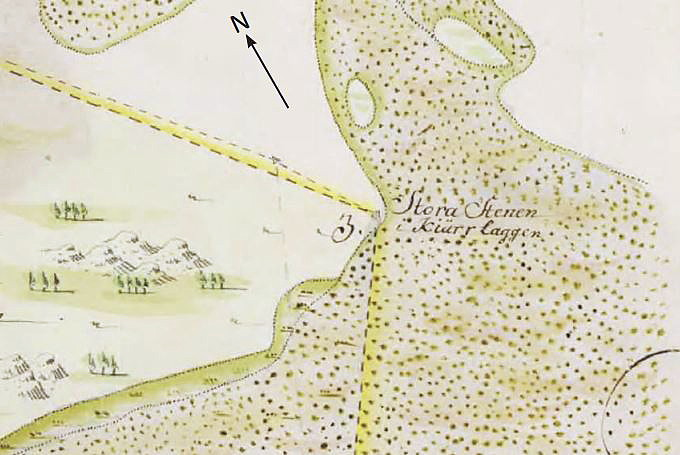
"Stora Stenen i Kiärr Laggen", 1729.

Vita sten är ett äldre gränsmärke i södra Stockholm som angav punkten där de två gårdarna Enskede gård och Hammarby gård mötte Skarpnäcks gårds ägor. Den vitmålade stenen står vid Sockenvägens södra sida ungefär mellan husnummer 555 och 565. Stenen är ett fornminne med RAÄ-nummer Brännkyrka 230:1.

## Historik
Gränsstenen är cirka två meter hög, upptill avsmalnande och troligen ett flyttblock från istiden. Som extra markering finns ett järnrör inslaget i stenens topp. Stenen var tillsammans med moränhöjden "Gränsberget" mittemot en naturlig gränsmarkering mellan gårdarna Enskede, Hammarby och Skarpnäck.
När den vita stenen första gången användes som gränsmarkering är inte känt. På en karta från 1729 över Stora och Lilla Enskedes ägor är stenen utmärkt som Stora Stenen i Kiärr Laggen. Och i samband med en uppmätning av Hammarby gårds ägor 1792–1793 betecknas en av gränspunkterna som Hwita sten. Det tyder på att stenen redan då var vitmålad. Kartan hade även en kompletterande text: ”Här sluta Hammarby och Enskede ägor at gränsa mot hwarannan och Skarpnecks sätesgårds ägor widtaga”. Ännu i dag sammanfaller delvis Hammarby gårds gamla gräns med dagens stadsdelsgränser och Vita gränssten markerar samma gränskoordinat som förr.

## Bilder

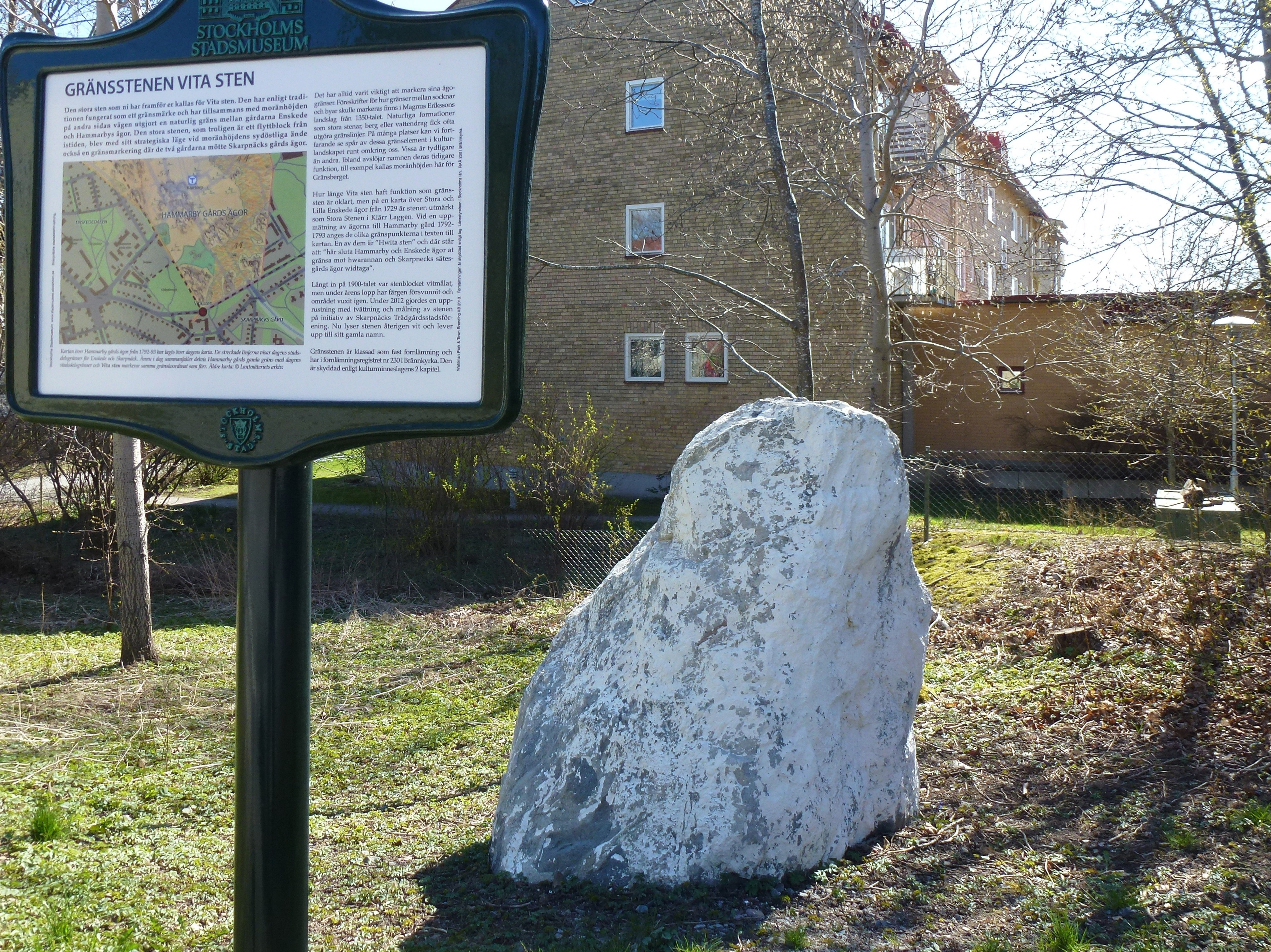
Vita sten med infotavla
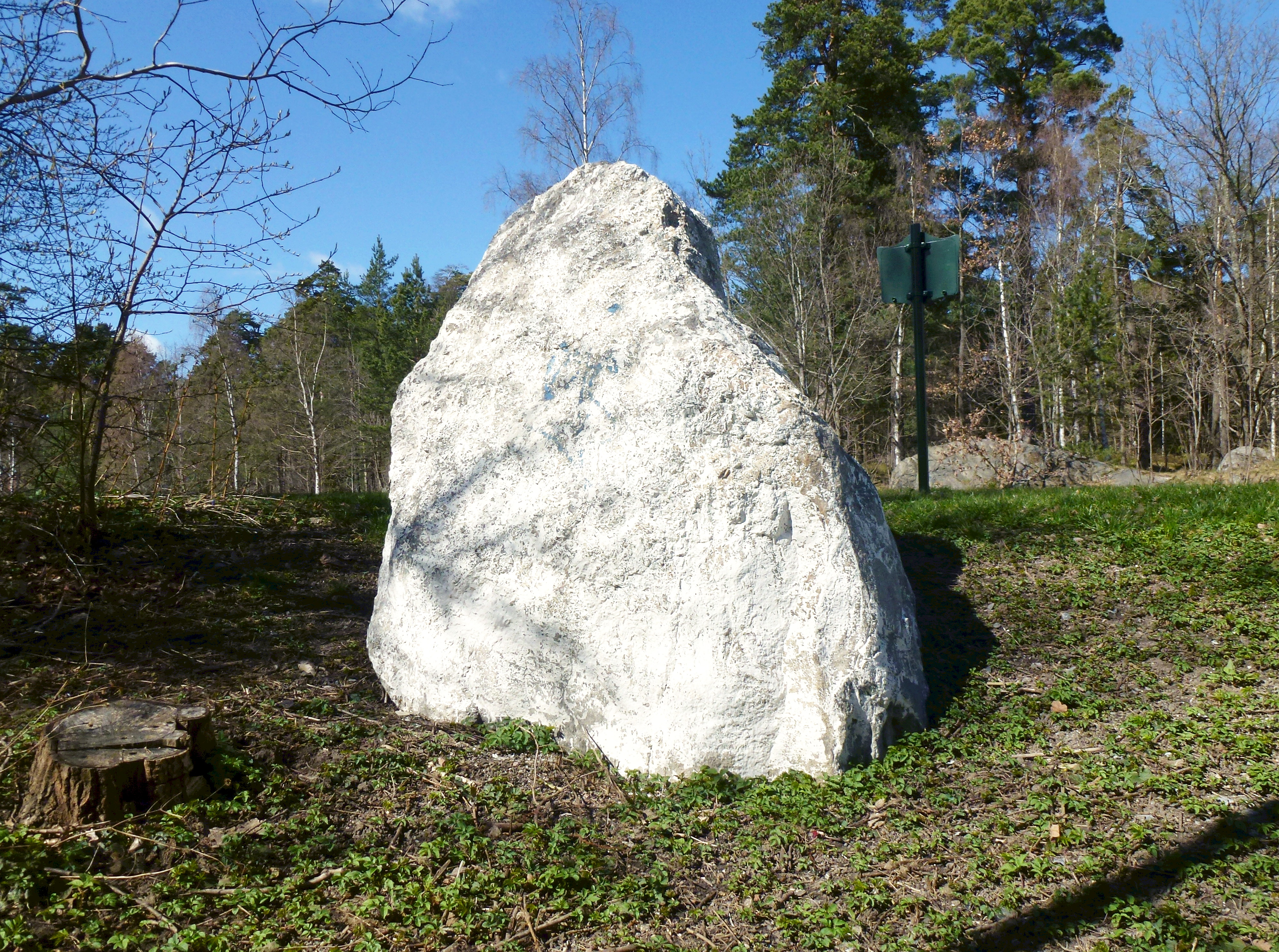
Vita sten mot Sockenvägen
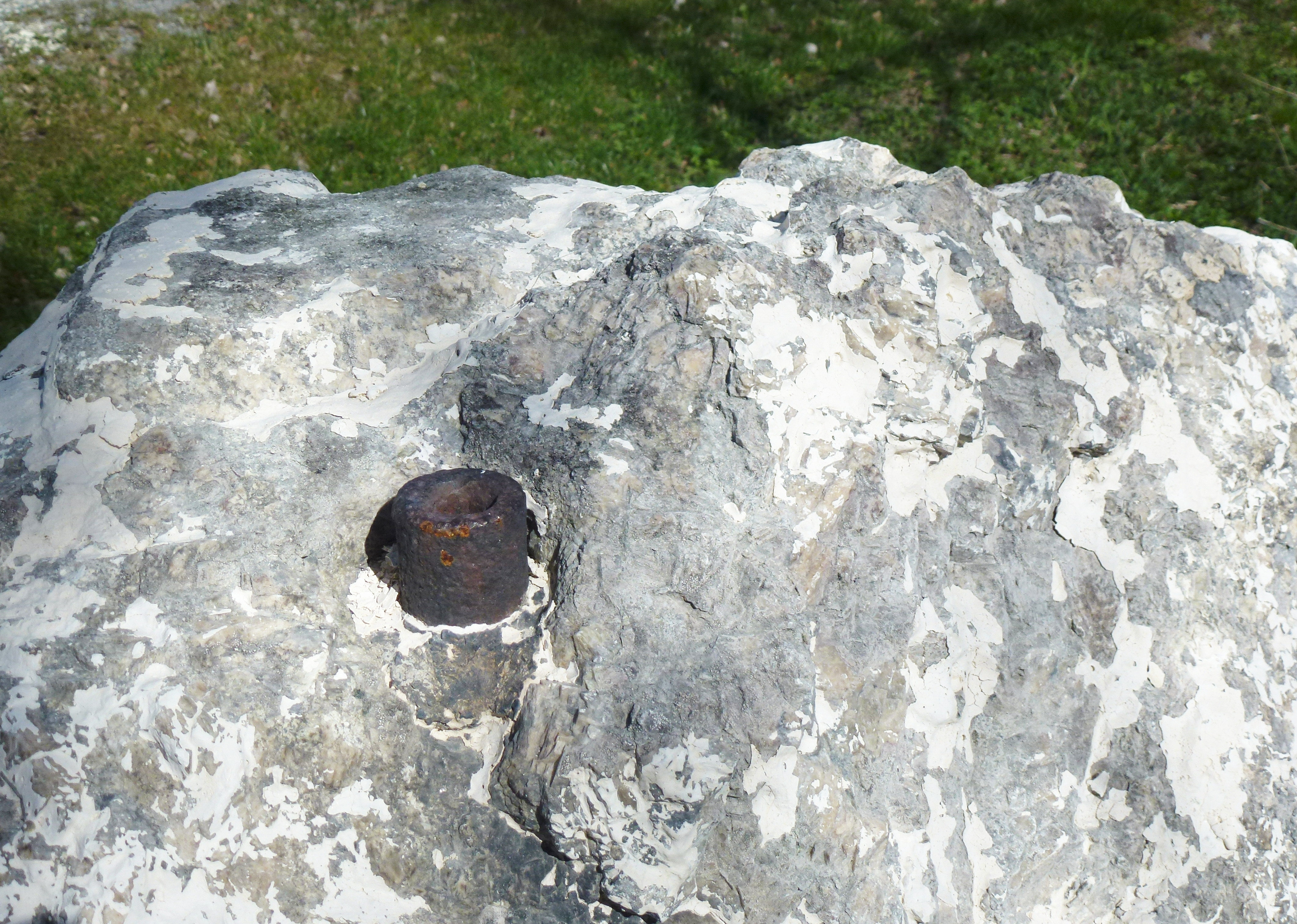
Järnrör i toppen
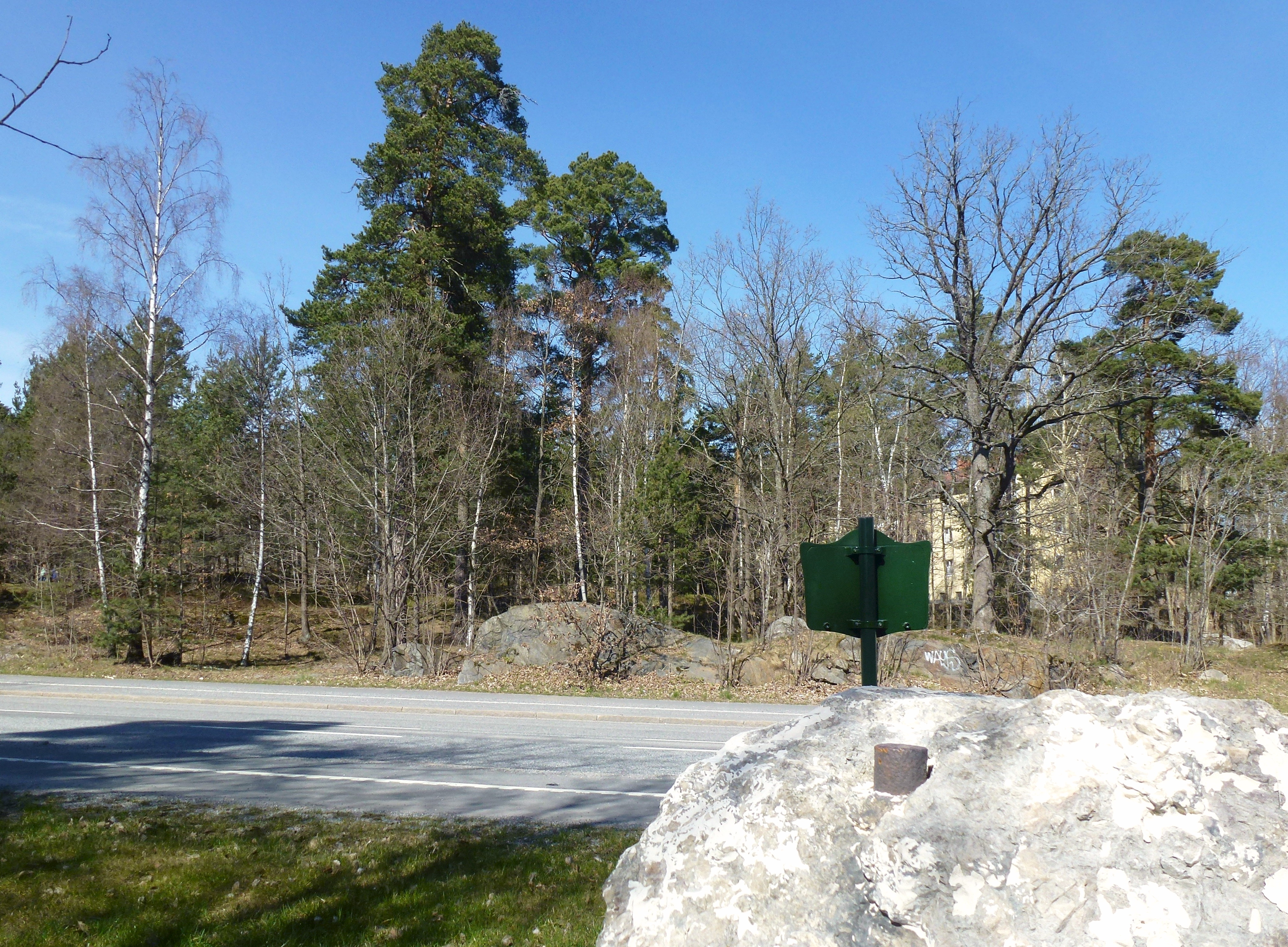
Vita sten med Gränsberget i bakgrunden.